# Bardejovské Kúpele

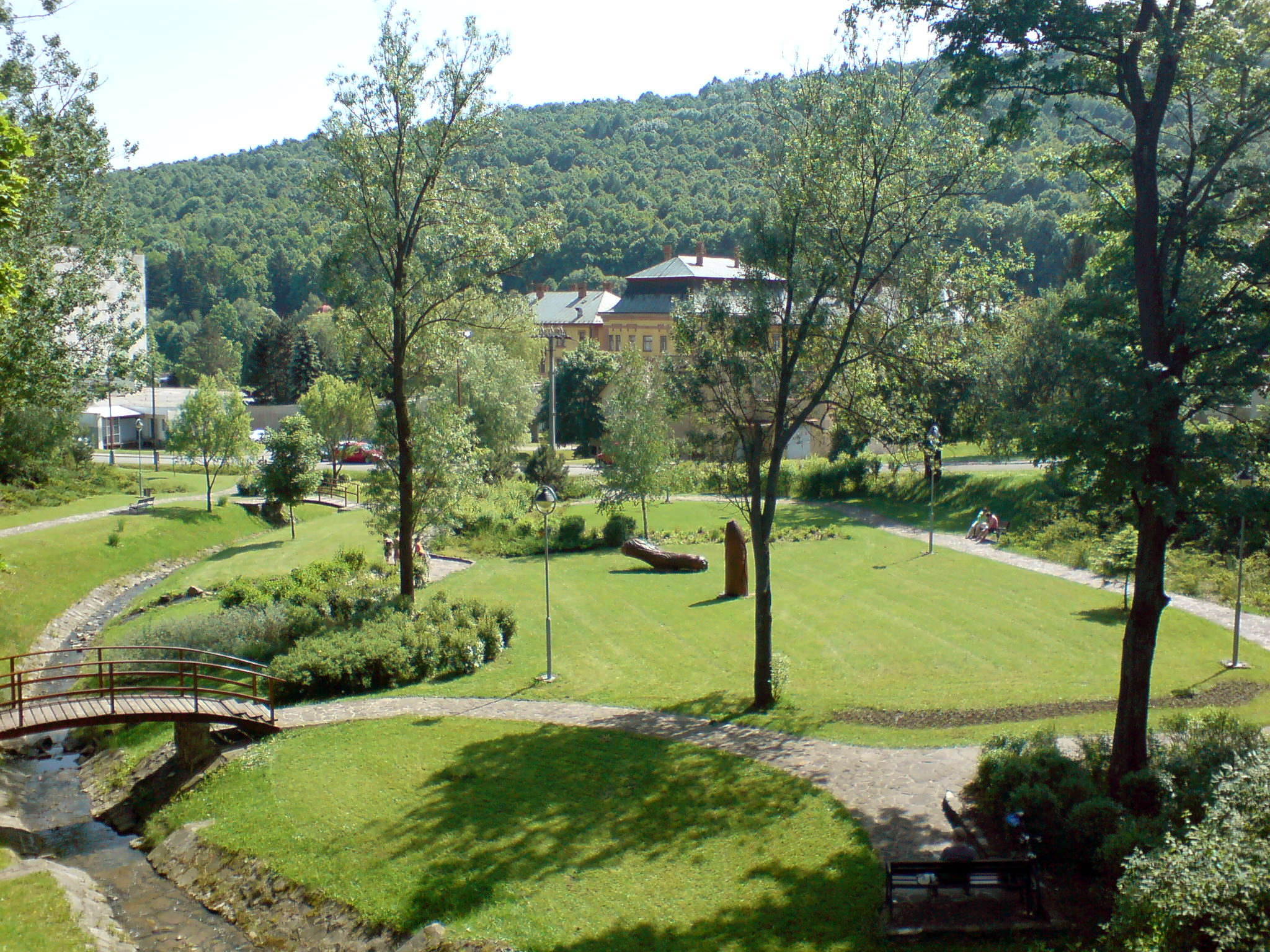
Kurpark in Bardejovské Kúpele

Bardejovské Kúpele (deutsch Bad Bartfeld, ungarisch Bártfafürdő) ist ein Kurort und Stadtteil in der slowakischen Stadt Bardejov. Er liegt fünf Kilometer nördlich des Stadtzentrums im Bergland Ondavská vrchovina, am Zusammenfluss der Bäche Bardejovský potok und Zbojnícky potok im Einzugsgebiet der Topľa, im Schatten des 900 m hohen Bergs Stebnícka Magura.

## Geschichte

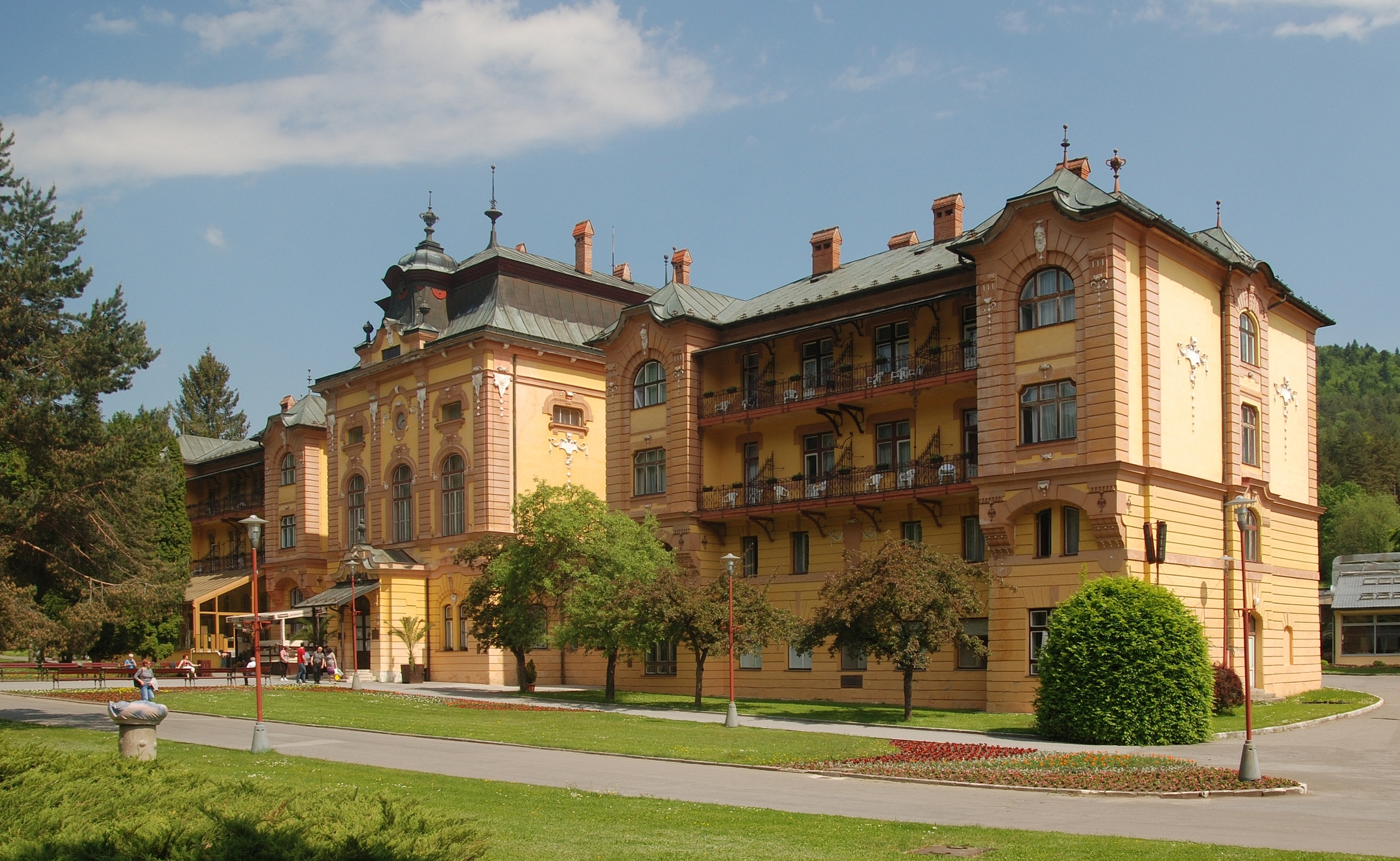
Denkmalgeschütztes Gebäude des Hotels Astória

Die alkalisch-eisenhaltigen Säuerlinge und die Umgebung mit ausgedehnten Mooren waren schon lange bekannt, so wurden die Quellen 1247 in einer Urkunde von Béla IV. erwähnt. Im übrigen Mittelalter gibt es keine genaueren Angaben zum Ort, die Beliebtheit führte aber dazu, dass 1505 die ersten Badekabinen gebaut wurden. In der Folgezeit wurde das Bad schrittweise ausgebaut, so entstand 1777 ein Mauergebäude mit 12 Zimmern. Der gute Ruf lockte neben Ortsansässigen vor allem den ungarischen und polnischen Adel an, unter den Kurgästen befinden sich auch Mitglieder von Königshäusern, darunter Joseph II., Marie-Louise von Österreich, russischer Zar Alexander I. und die Kaiserin Elisabeth („Sissi“), deren Statue den Kurpark ziert. 

## Kurort
Im Kurort werden vor allem Krankheiten der Verdauungsorgane, des Stoffwechsels und der oberen Atemwege, weiter auch Nierenkrankheiten, Frauenkrankheiten und Beschwerden des Kreislaufsystems, behandelt. 

## Sehenswürdigkeiten

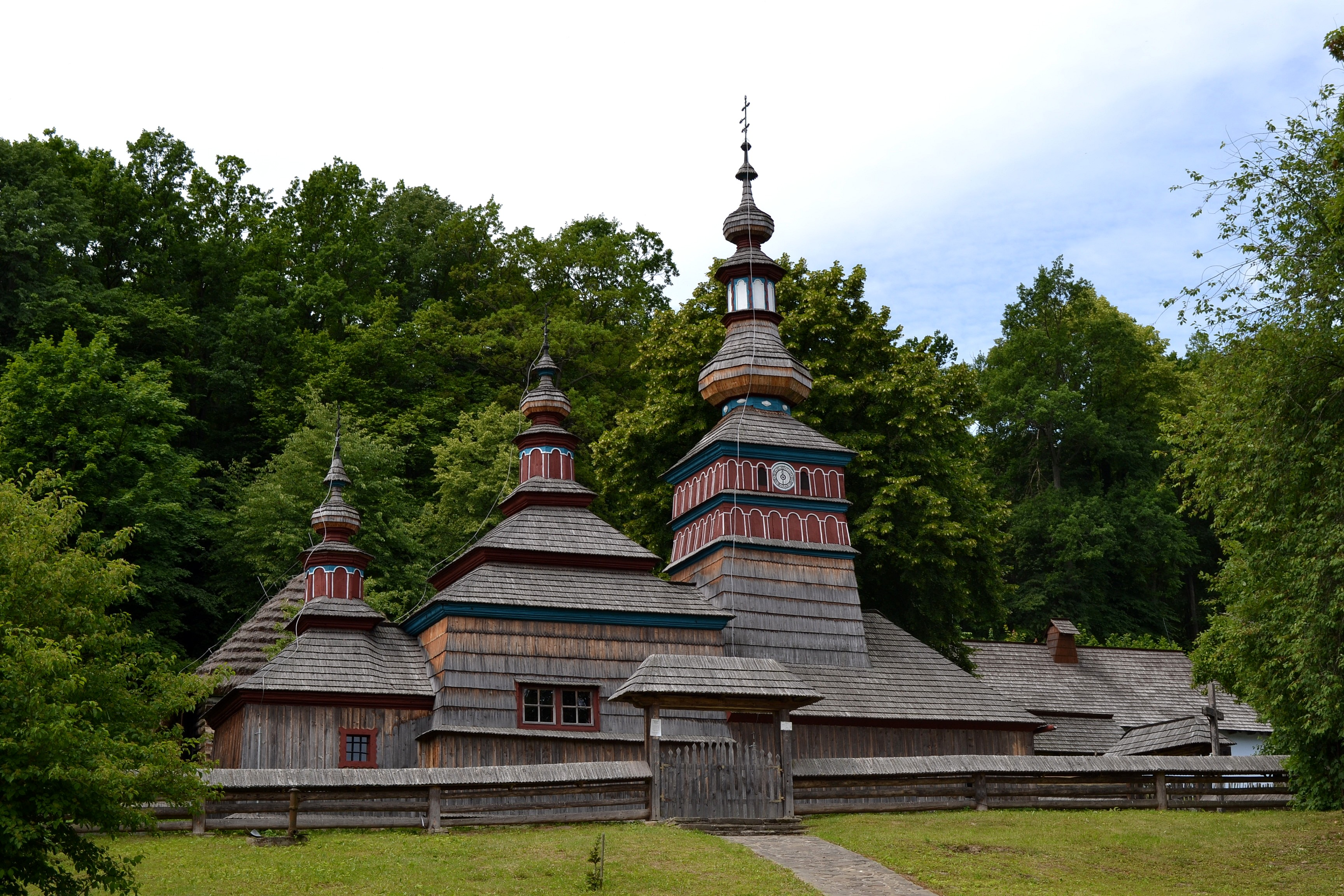
Griechisch-katholische Kirche aus Mikulášová im Freilichtmuseum

Neben mehreren, teilweise denkmalgeschützten Kurhotels, Villen und dem Kurpark befindet sich in Bardejovské Kúpele auch ein Freilichtmuseum, das Museum der Volksarchitektur (slowakisch Múzeum ľudovej architektúry v Bardejovských Kúpeľoch), das die slowakische und russinische Volkskultur des 19. und 20. Jahrhunderts präsentiert. 